# Otto Borchgrevinkfjellet
Das Otto Borchgrevinkfjellet ist ein 2390 m hoher Berg im ostantarktischen Königin-Maud-Land. Er ragt 5 km südlich der Gebirgsgruppe Tanngarden im Gebirge Sør Rondane auf.
Norwegische Kartografen kartierten den Berg 1957 anhand von Luftaufnahmen, die bei der US-amerikanischen Operation Highjump (1946–1947) erstellt worden waren. Namensgeber ist der norwegische Kapitän Otto Borchgrevink (1889–1966), Leiter einer von 1930 bis 1931 dauernden Walfangexpedition mit dem Schiff Antarctic, bei der die Küste des Enderbylands zwischen 51° 30' und 59° östlicher Länge kartiert wurde.